# Wolfgang Langhoff
Wolfgang Langhoff, född 6 oktober 1901 i Berlin, Kejsardömet Tyskland, död 1966 i Östberlin, Östtyskland, var en tysk regissör inom teater och film, samt skådespelare. Han var far till regissören Thomas Langhoff.
På grund av sitt medlemskap i Tysklands kommunistiska parti var han under åren 1933-1934 internerad i fängelse, KZ Börgermoor och KZ Lichtenburg. Han gick 1935 i exil i Schweiz där han blev kvar under andra världskriget. Under åren 1946-1963 var han ledare för Deutsches Theater, Berlin där han satte upp sina kändaste produktioner, bland annat Faust och Kung Lear.